# Colostygia mounieri
Colostygia mounieri är en fjärilsart som beskrevs av Claude Herbulot 1944. Colostygia mounieri ingår i släktet Colostygia och familjen mätare. Inga underarter finns listade i Catalogue of Life.